# Dème de Kónitsa
Le dème de Kónitsa, en grec moderne : Δήμος Κόνιτσας / Dímos Kónnitsas, est un dème du district régional d'Ioánnina, en Épire, Grèce. 
Le dème actuel résulte de la fusion, en 2010,  des dèmes de Dístrato, d'Etomilítsa, de Foúrka, de Kónitsa et de Mastorochória.
Selon le recensement de 2011, la population du dème compte 6 362 habitants, tandis que celle de la ville de Kónitsa s'élève à 2 942 habitants.
Le siège du dème est la ville de Kónitsa.